# Cortes de Castilla

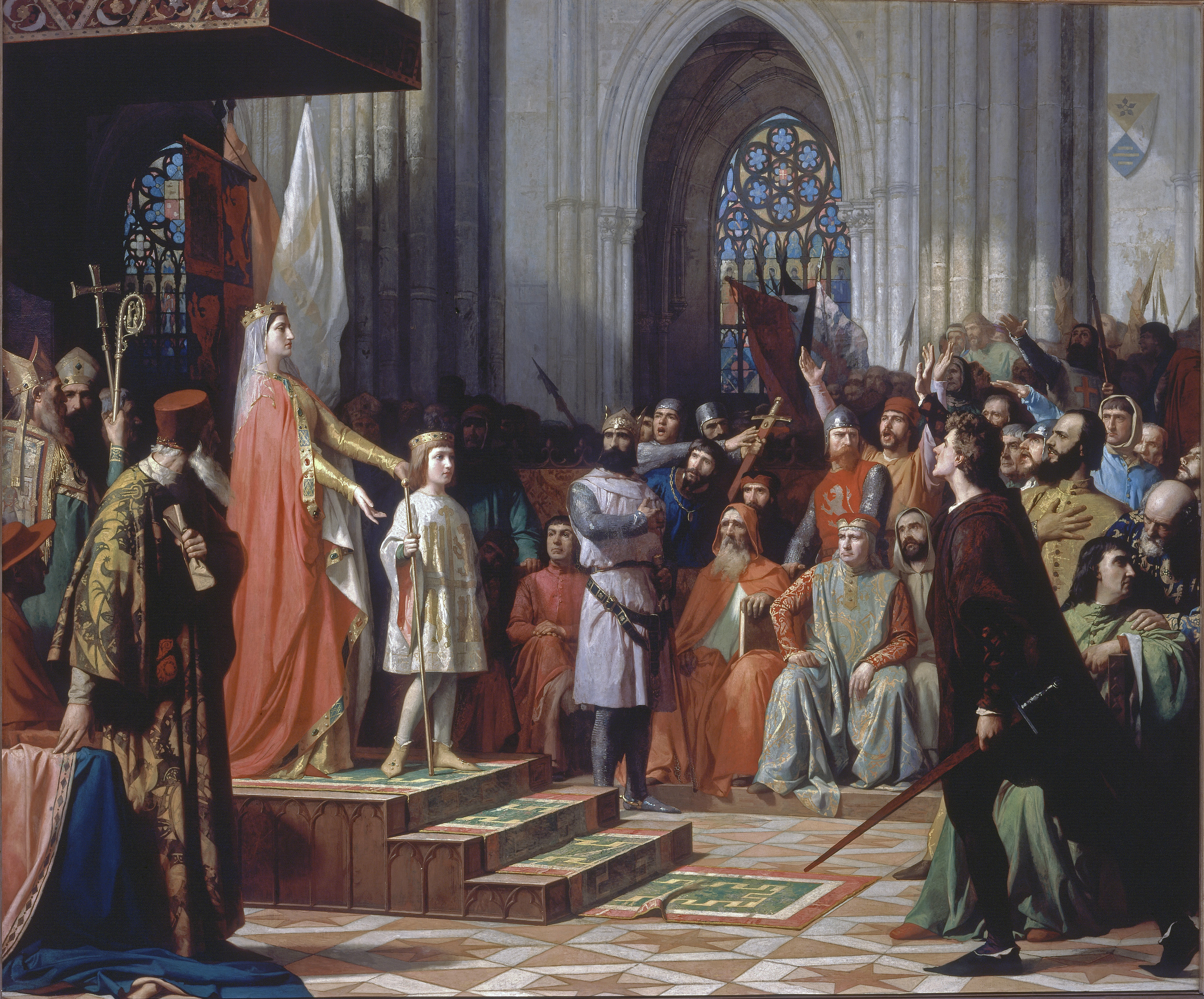
María de Molina presenta a su hijo Fernando IV en las Cortes de Valladolid de 1295. Óleo sobre lienzo de Antonio Gisbert Pérez. 1863. Congreso de los Diputados.

Territorios representados por las ciudades con voto en Cortes en el. Se colorea también el territorio de las provincias vascongadas o exentas, con régimen foral propio, que no enviaban procuradores a las Cortes de Castilla. Tampoco lo hacía el Reino de Navarra, que ya estaba anexionado a la Corona, pero conservaba sus propias Cortes.

Las Cortes de Castilla eran la institución política de representación estamental de la Corona de Castilla durante la Edad Media y el Antiguo Régimen. Como el resto de los parlamentos europeos medievales, sus procuradores se reunían por brazos del reino: eclesiástico, nobiliario y común. Este último se correspondía con la representación de un determinado número de ciudades con voto en Cortes, gobernadas cada una de ellas por su propio patriciado urbano.
Las Cortes eran convocadas y presididas por el rey. Ante el mayor nivel de poder que la monarquía autoritaria tenía en Castilla, las funciones de sus Cortes eran menos significativas que las de las instituciones similares en la Corona de Aragón —Cortes de Aragón, Catalanas y Valencianas—, restringiéndose con el tiempo a las meramente fiscales, con lo que terminaron siendo solamente convocados los procuradores del común, pues los estamentos privilegiados, nobleza y clero, estaban exentos de pagar impuestos.
En los siglos XII y XIII, hubo Cortes diferenciadas en el reino de León y el reino de Castilla. Las sucesivas separaciones y uniones entre ambos reinos terminaron durante el reinado de Fernando III el Santo (1230) y, a partir de entonces, las reuniones de las Cortes se hicieron simultáneamente y en la misma ciudad, aunque inicialmente por separado —por ejemplo, así ocurrió en las Cortes de Valladolid de 1293—, denominándose «Cortes de Castilla y de León», o «de León y de Castilla» hasta el siglo XV. Desde el reinado de los Reyes Católicos, es habitual denominarlas simplemente «de Castilla».
La Unesco ha reconocido a las Cortes de León de 1188 como el primer parlamento de Europa. Aunque fue una cuestión polémica, y depende de cómo se considerasen distintas instituciones políticas que surgieron en los siglos centrales de la Plena Edad Media —Estados Generales de Francia, Parlamento de Inglaterra y las Cortes de cada uno de los reinos cristianos peninsulares—. Los casos anteriores, como la reunión del Althing o parlamento islandés del año 930, son más bien una pervivencia del modelo de asamblea de guerreros (thing) de los pueblos germánicos.
La condición de los convocados a las Cortes no era siempre la misma. Un ejemplo es la enumeración que se hizo de los convocados a las Cortes de Medina del Campo de 1318:

Siendo allí ayuntados los Ricos-Homes, Obispos, el Maestre de Santiago, Caballeros, Fijosdalgo, Prelados, Caballeros y homes bonos, Procuradores de las ciudades e las villas de las Estremaduras e del Regno de Toledo, y del de León

Otro, de las Cortes de Madrid de 1329:

Alfonso XI... fizo llamar a Cortes a todos los de su casa y tierra en Madrid, y luego que fueron ayuntados los Prelados, Maestres de las Órdenes, Ricos-homes, Infanzones, Caballeros, Escuderos, y los Procuradores de las sus cibdades e villas de los sus Regnos, fabló con ellos e les dijo, e les rogó, e les mandó, como amigos naturales que les diesen aquellos consejos que les paresciesen; y después acordó, en vista de lo que le aconsejaron, muchas providencias notables de gobierno, reforma, administración de justicia, y buen orden del Reino, otorgando muchas peticiones populares, denegando otras y moderando bastantes de ellas
Forma de las antiguas Cortes.... Pág. 126.

En 1188, Alfonso IX de León convocó por primera vez al pueblo llano a participar en las decisiones de la curia regia (Cortes de León de 1188), mediante el nombramiento de homes bonos; mientras que Alfonso VIII de Castilla había convocado meses antes, en Carrión de los Condes (Cortes de Carrión de 1188), a los «mayores» de cuarenta y ocho villas y ciudades, aunque no parece que los asistentes fueran representantes del común —a los que en todo caso no se les dio voto— sino más bien los merinos, funcionarios de nombramiento real. A las Cortes de Toledo de 1211 solo fueron convocados los magnates y prelados, y a las de Valladolid de 1217 solo los grandes y caballeros. Las de Sevilla de 1250 son las primeras Cortes castellanas a las que se convoca también a los «hombres buenos» elegidos por el común de las ciudades.
Tanto el momento como el lugar de las convocatorias a Cortes, así como el tiempo que se dejaba pasar entre unas y otras, eran cuestiones que el rey decidía arbitrariamente. También las ciudades convocadas, que eran distintas en cada ocasión, y el número de procuradores de cada una de ellas, aunque habitualmente eran dos. A las Cortes de Burgos de 1315 acudieron 126 procuradores de 49 villas y ciudades, mientras que a las posteriores Cortes de Madrid (1329 y 1339) lo hicieron 192 de más de noventa localidades distintas. En el siglo XV se fijó un número mucho más reducido, diecisiete, representando cada una de esas ciudades los intereses de un amplio territorio sobre el que posteriormente se repartían los impuestos consignados a cada una. Con la incorporación de Granada en 1492, el número llegó a dieciocho. En el siglo XVII, se concedió voto a dos entidades territoriales que no eran ciudades ni villas: Galicia, hasta entonces representada por Zamora; y Extremadura, hasta entonces representada por Salamanca; además de a la ciudad de Palencia, hasta entonces representada por Toro. El número llegó así a veintiuno. Los territorios sin representación propia se organizaban en juntas generales.
El hecho de que, con los reyes de la Casa de Austria, las Cortes se convocasen casi exclusivamente para aprobar impuestos —tras el agitado periodo que va de la muerte de Isabel la Católica (Cortes de Toro de 1505) hasta la Guerra de las Comunidades (Cortes de Santiago y La Coruña)—, restringió de tal forma sus funciones ya que no era necesario convocar a los estamentos privilegiados, dado que estaban exentos de pagarlos; de modo que, desde las Cortes de Toledo de 1538, dejó de hacerse la convocatoria de los tres brazos, y únicamente se convocaba a los procuradores de las ciudades. En la Corona de Castilla, el rey siempre tuvo la potestad legislativa, mientras que las demás funciones atribuidas a las Cortes —control de la acuñación de moneda, presentación de peticiones, modificación de leyes anteriormente promulgadas en las Cortes y presentación del pleito homenaje al nuevo rey o heredero—, si pudieron tener algún contenido en la Edad Media, quedaron vaciadas de él en la Moderna, dada la completa subordinación de cualquier iniciativa a la voluntad regia. Desde 1620, ni siquiera se presentaron peticiones, y las convocatorias se hicieron cada vez menos frecuentes, hasta que dejaron de convocarse —no hubo ninguna reunión de Cortes en todo el reinado de Carlos II—. Sí se siguió manteniendo la Diputación de Cortes, establecida en 1525, y que desde 1658 se convirtió en la Sala de Millones del Consejo de Hacienda.
Con el paso del trono español a la Casa de Borbón en el siglo XVIII, y a raíz de la supresión de las Cortes de los reinos de la Corona de Aragón por los Decretos de Nueva Planta, se realizó un limitado número de convocatorias a Cortes, con la novedad de que se realizaban conjuntamente para todos los reinos hispánicos con la excepción de Navarra, siguiendo los usos y costumbres de las Cortes de Castilla. Estas se convirtieron, en la práctica, en las Cortes Generales de la Monarquía, con 37 ciudades con derecho a voto (20 castellanas y 17 aragonesas). En cualquier caso, sus funciones se habían vaciado casi totalmente de contenido, y solo tuvieron reuniones efectivas para jurar al heredero al trono. Las Cortes de Cádiz de 1810 se efectuaron con un criterio completamente distinto, propio del parlamentarismo de la Edad Contemporánea. La última reunión de Cortes propia del Antiguo Régimen se hizo en 1833, para jurar como princesa de Asturias a Isabel II.
Aunque en esa época ya era habitual la utilización de la expresión «Reino de España» o de «las Españas» para referirse al conjunto de la Monarquía, no se suele utilizar la expresión «Cortes de España». «Cortes Españolas» fue la denominación que escogió Franco para denominar a la institución con la que pretendía dotar a su dictadura de apariencia parlamentaria, y que se mantuvo entre 1942 y 1976. La Constitución de 1978 denomina al Parlamento español «Cortes Generales».

## Origen
Precedente de las Cortes castellanas son las asambleas de guerreros libres de los pueblos germánicos (thing). El reino visigodo de Toledo, además de su herencia germánica, tuvo la continuidad institucional de los Concilios de Toledo, que tenían participación civil de altos dignatarios del Estado, aunque no ningún tipo de representación del común de las ciudades (que de hecho, estaban en un estado de decadencia). No hay instituciones semejantes en la España musulmana. Mucha más trascendencia tuvieron los primeros siglos de la Reconquista y la Repoblación de cada uno de los sucesivos territorios por los que los núcleos cristianos del norte de la Península se fueron ampliando hacia el sur; especialmente los territorios entre la Cordillera Cantábrica y el Duero (siglo X) y entre el Duero y el Tajo (siglos XI y XII), donde se establecieron los concejos con alfoz o comunidades de villa y tierra y se otorgaron los fueros y cartas pueblas que estimularon el asentamiento de la población y una determinada forma de entender la vida municipal, muy diferente de la de los municipia de época romana.
Es posible datar una fecha exacta de la época en que el estado llano empezó a tener entrada en las Cortes por medio de sus representantes o procuradores Puede afirmarse con certeza que se había verificado por completo en las Cortes de León de 1188. Meses antes, en Carrión de los Condes, el rey castellano Alfonso VIII había celebrado Cortes con la presencia sin voz ni voto del pueblo llano.

La gloria de haber dado entrada en las Cortes al estado llano, sin duda pertenece al Rey de León Alfonso IX. Es verdad que Alfonso VIII de Castilla llamó a los "majores civitatum et villarum" a las de Carrión de los Condes de 1188; pero no consta que hayan sido elegidos, ni tenido voz ni voto en aquella asamblea, ni fue su presencia un acto de posesión desde entonces no interrumpida, del asiento que ocuparon a la par del clero y la nobleza; al contrario, todo nos inclina a creer que a las de Carrión de 1192 o 1193 y a las de Toledo de 1211 no asistió el brazo popular.
Manuel Colmeiro y Penido, Cortes de los antiguos reinos de León y Castilla, 1884, Real Academia de la Historia. Capítulo IX

Antes del siglo XII, la ausencia de representación del común se comprueba en distintas asambleas convocadas:
- Concilio de Oviedo de 873, presidido por el rey Alfonso III, concurrieron todos los obispos, trece condes y todas las potestades pero no el estado llano.
- Concilio de León de 1017, curia regia convocada por Alfonso V en la que se legisla el Fuero de León con 48 preceptos entre los que se encuentran los primeros atisbos de la inviolabilidad del domicilio, libertad de comercio, derechos de la mujer y se crea una asamblea democrática llamada concejo para decidir los asuntos de la ciudad.
- Concilio de León de 1020 presidido por Alfonso V y la reina doña Geloira, concurrieron todos los pontífices, abades, optimates y grandes pero no el estado llano.
- Concilio de Coyanza, de 1050, presidido por los reyes Sancha y su esposo, Fernando I Concurrieron sólo los obispos, abades y grandes.
- En el Concilio de Compostela de 1124 en presencia del rey Alfonso VII solo asistieron los príncipes y todos los magnates de aquellas tierras sin representación popular.
- Para el Concilio de Palencia de 1129 que convocó también Alfonso VII se afirma en su crónica que concurrieron además de los obispos y los grandes, una multitud de monjes, clérigos e innumerable personas del estado llano, mas no como vocales, sino para oír y alabar a Dios.

Lo mismo ocurría en el reino de Aragón, donde se celebró el Concilio de Jaca de 1063 con la asistencia y voto de todos los grandes con asistencia del rey Ramiro I de Aragón pero sin representantes del pueblo.
- En la introducción de las Cortes de Benavente de 1202 dirigió el rey (Alfonso IX de León) a los congregados las siguientes palabras: Presentes los caballeros e mis vasallos e muchos de cada villa en mio regno en cumplida corte en el que denota también la asistencia de los representantes del pueblo.

## De las circunstancias y ocasiones en que debían reunirse las Cortes y solemnidades de su convocación
Los monarcas de Castilla acostumbraban a convocar Cortes en los siguientes casos:
- Cuando se juraba al príncipe por legítimo heredero del trono viviendo todavía el padre.
- Cuando por muerte del monarca reinante tenían que prestar homenaje todos los del reino al nuevo rey y este debía hacer la jura política de guardar las leyes patrias y los derechos y libertades de los pueblos.
- Cuando era preciso resolver dudas y dificultades acerca de la sucesión y gobernación de los reinos.
- Para nombrar tutores al heredero del trono si fuere menor de catorce años y el monarca difunto hubiera fallecido sin haber disposición testamentaria.
- Para elegir regente o regentes o a la clase de gobierno que al reino conviniese en el caso de que el rey, por impedimento físico o incapacidad moral, no se hallase capaz de ejercer las funciones de tal.
- Cuando por la ambición de los poderosos o minorías de los reyes, se suscitaban disturbios a revoluciones y era preciso restablecer la paz del Reino.
- Cuando llegados los príncipes a la edad prescrita por las leyes, salían de la minoría y tomaban las riendas del gobierno.
- Las Cortes también se reunían para deliberar sobre los asuntos de la paz y de la guerra o para sellar pactos, alianzas o ligas con otros soberanos.
- Cuando los príncipes se veían obligados a examinar estos pactos o alianzas y autorizar los tratados matrimoniales.
- Cuando los monarcas trataban de abdicar o renunciar a la Corona y era necesario examinar las causas y condiciones de la renuncia, admitirla si pareciese conveniente, y evitar que la renuncia perjudicase al que por ley era llamado a ser sucesor de la Corona.
- También cuando era preciso prorrogar las gabelas y contribuciones que temporalmente estaban acordadas o bien si al rey no le alcanzaban para sus gastos los fondos de la dotación de la Corona, necesitaba imponer tributos.
- Cuando por las guerras civiles o exteriores o bien por la injuria de los tiempos se observaba pobreza y decadencia en los reinos, despoblación, abandono de la agricultura y comercio, aumento de precio de los frutos del país, falta de moneda, mudanzas en su peso y ley o abuso en su extracción.
- Cuando se advertía la corrupción de costumbres, inobservancia de las leyes y siempre que había que establecer otras nuevas leyes o alterar las antiguas.

## De las personas que debían asistir a las Cortes y las funciones que cada uno desempeñaba en ella
Para la celebración de las antiguas Cortes de Castilla y de León era circunstancia precisa que asistiesen personalmente el rey o la reina propietaria y en ausencia o en minoría de edad del monarca el tutor o los tutores, gobernador o gobernadores de los reinos, los infantes y personas reales, los grandes y oficiales de palacio, el consejo del rey y su cancillería, los grandes de España, nobles y fijos-dalgo, los prelados y maestres de las ordenes militares, los personeros o procuradores de los comunes, concejos o ayuntamientos de las ciudades y villas del Reino que representaban al pueblo y por último algunos magistrados en calidad de jurisconsultos y los secretarios del rey y de las Cortes... Todos los monarcas, desde Recaredo hasta el príncipe Carlos I de España y V de Sacro Imperio Romano, asistieron en persona a las asambleas o juntas nacionales para autorizarlas con su presencia, para hacer las proposiciones de los asuntos que debían examinarse por los brazos del Estado y para contestar en justicia a las demandas de los representantes de la nación, de las varias corporaciones del Estado o de los pueblos en particular. Este acto lo miraron los reyes como un derecho de la dignidad real y como una carga y obligación aneja al trono. Procuraron desempeñarlo con tal exactitud que no hubo un solo caso en que el rey dejase de asistir a las Cortes, en nueve siglos, fuera de los casos de enfermedad u otra causa legítima.

## Elección, facultades y atribuciones de los procuradores
La determinación de qué localidades representaban al común en las Cortes dependía de la influencia que iban adquiriendo las ciudades de cada uno de los territorios en la Reconquista y Repoblación. Inicialmente podía considerarse con derecho a acudir a las Cortes todo pueblo cabeza de concejo o de partido a quien se hubiese otorgado autoridad pública y jurisdicción territorial en virtud de real cédula o escritura de institución municipal.
La elección de los procuradores en Cortes fue siempre un acto privativo de las comunidades y concejos. La elección se hacía libremente por los vocales de cada concejo (regidores). Estaba prohibido por ley a los reyes u otras personas poderosas, mezclarse en ese asunto.

## Del sitio, forma, aparato y solemnidades y método adoptados para la celebración de las Cortes
Los reyes de León y Castilla no acostumbraron a reunir las Cortes en paraje determinado, sino que podían convocarlas para cualquier pueblo, villa o ciudad de sus reinos, porque ni la costumbre ni la ley pusieron límite a aquella facultad ni fijaron sitio alguno en que se hubieran de celebrar... sólo exigía que se convocasen... allí donde precisamente a la sazón se hallase el rey y su corte o los tutores o gobernadores en el caso de minoría de edad, ausencia u otro motivo legítimo de parte del monarca. De ahí provino de que estas grandes juntas se denominaran con el nombre de Cortes.

En ocasiones en los pueblos donde la necesidad o circunstancias obligaban a juntar Cortes no tenían los reyes palacios propios, ni había casas que tuviesen la capacidad necesaria para este objeto. Así para alojar al gran número de vocales y otros que se congregasen, se escogían los edificios más espaciosos. Muchas veces se tuvieron Cortes en las iglesias u otras sacristías, claustros o cementerios, en conventos y monasterios o bien en las casas y palacios de los grandes señores.
En cuanto a la colocación de las distintas personas que acudían a estas reuniones llamadas Cortes las personas reales se colocaban alrededor del trono y los del consejo y cancillería al pie de él y frente del rey, se sentarían los prelados a la derecha y los grandes nobles y fijosdalgo a la izquierda, ocupando los representantes del pueblo el centro de la estancia.
En cuanto al funcionamiento de estas juntas se oía la propuesta del monarca y el voto de las primeras clases del Estado. Posteriormente pedían los representantes del pueblo cierto tiempo para deliberar y un traslado de las proposiciones para responder por escrito en otra sesión. A veces estas respuestas de los procuradores producían nuevas contestaciones y demandas del monarca, a las que también debían satisfacer por escrito. Esto no contradecía el hecho de que cada representante del pueblo tenían el derecho de hablar y de proponer de palabra cuanto tuviese por conveniente y pudiese ilustrar el punto o materia controvertido, en cuyo examen se hallaba interesado el Estado.
Concluidos los principales negocios para que se habían juntado tenían los procuradores derecho, por fuero y por la constitución de la monarquía, de representar y proponer al príncipe en las Cortes, por vía de consejo, súplica y petición, todo cuanto les pareciese conducente a contener los abusos y desórdenes, promover el bien general y los intereses de las ciudades, villas y pueblos que representaban.

Estaban obligados los monarcas, a prometer y jurar cumplimiento y de hacerlo guardar y cumplir en sus reinos, todo cuanto se hubiese resuelto en la Juntas Generales.

## Ciudades con voto en Cortes
El número de ciudades con voto en Cortes fue variable a lo largo de la Edad Media, y se fijó en diecisiete en el siglo XV, entre las que estaban todas las capitales de reinos y algunas de las más importantes de los antiguos reinos de León y Castilla. La conquista de Granada hizo añadir esta ciudad, con lo que el número de dieciocho fue el que se mantuvo durante todo el siglo XVI y comienzos del XVII:

por el reino de Castilla, Burgos, Soria, Segovia, Guadalajara, Madrid, Ávila y Valladolid, por el de León, León, Toro, Zamora y Salamanca; por el de Toledo o de Castilla la Nueva, Toledo y Cuenca; por la Andalucía, Sevilla, Jaén, Córdoba, Murcia y Granada; y en fin las tres provincias de Asturias, de Galicia y de Estremadura, contándose por una sola ciudad, llamada Vocal desde las cortes de 1520.

En el siglo XVII se amplió el número con la adición de dos votos atribuidos colectivamente a grupos de ciudades: las de Galicia en 1623 y las de Extremadura en 1653 (por iniciativa de Plasencia, que había tenido voto antes del siglo XV). Este total de 20 es el que se mantuvo durante las dos sesiones de Cortes del siglo XVIII, que ya no eran únicamente castellanas, ya que también acudieron los procuradores de la Corona de Aragón, 17, con lo que en conjunto había 37 ciudades españolas representadas.

## Por Castilla hablaré yo
La expresión "Por Castilla hablaré yo" ha pasado a ser un tópico literario utilizado de forma ambivalente: tanto para denunciar el perjuicio que para los territorios periféricos tuvo el centralismo, como para denunciar el perjuicio que la Monarquía Hispánica supuso para Castilla. Tiene su origen en la disputa protocolaria sobre a quién correspondía la prelación en el orden de palabra en las sesiones de Cortes. Lo disputaban Burgos (Caput Castellae, Camera Regia, Prima voce et fide) Caput Castellae: Cabeza de Castilla, Camera Regia: Cámara del Rey. Título reconocido por todos los Reyes, Prima Voce et Fide: Derecho de la ciudad de Burgos para hablar la primera en todas las Cortes del Reino como Cabeza del mismo y Toledo (cabeza de España). De hecho, se hablaba de Dos Castillas: Castilla la Vieja y Castilla la Nueva. Se dice que el rey Alfonso XI zanjó el asunto en las Cortes de Alcalá. Juan Núñez de Lara, señor de Vizcaya, sostenía la voz de Burgos... y Don Juan Manuel, príncipe de Villena, tenía la parte de Toledo. Divididos los procuradores, el rey mandó callar a todos y dijo: Los de Toledo farán todo lo que yo les mandare, e yo ansí lo digo por ellos, por ende hable Burgos. Con esa solución salomónica (que suponía que teóricamente había hablado primero Toledo, pues el rey habló por ellos, y que de hecho hablaba primero Burgos) las dos partes quedaron contentas. Lo mismo volvió a suceder en las Cortes de Valladolid del segundo año del reinado de Pedro I de Castilla, que tuvo que repetir exactamente la misma frase que su padre. En las Cortes de Valladolid de 1425 volvió a suscitarse la polémica, y entonces fue Juan II de Castilla el que dijo: Yo hablo por Toledo y hable luego Burgos.

## Reuniones de Cortes por fecha de celebración
Manuel Colmeiro, en su Introducción escrita y publicada de orden de la Real Academia de la Historia a Cortes de los antiguos Reinos de León y de Castilla, recoge, como precedentes de las reuniones de Cortes, distintas reuniones de magnates y concilios eclesiásticos del reino astur-leonés, como los denominados Concilio de Oviedo (años 832 y 901) y Concilio de León (año 974), la "Asamblea de grandes y prelados de León" del año 914, la "Junta de magnates de Zamora" del año 931 y la de León del 933.

### SiglosXIyXII
El mismo Colmeiro señala que las reuniones convocadas en los siglos XI y XII fueron de "lo eclesiástico y lo seglar al uso de Toledo" (es decir, siguiendo la tradición de los Concilios de Toledo de época visigoda) hasta que se convocó a representantes del estado llano o común de las ciudades, cosa que no ocurrió hasta 1188 (en León) y 1250 (en Castilla). Aun así, Colmeiro recoge que muchas de las reuniones anteriores reciben la denominación de "Cortes" en la documentación histórica.
- Concilio de León o Cortes de León de 1020, con Alfonso V de León
- Cortes de León de 1037, con Fernando I de León. Bajo el mismo rey hubo un Concilio de Coyanza o Cortes de Coyanza de 1050, y unas "Juntas de magnates" en León (años 1058 y 1064 o 1065).
- Con Alfonso VI de León y Castilla se convocaron reuniones que Colmeiro denomina "Cortes": Cortes de Zamora de 1073, Cortes de Toledo de 1086 y Cortes de Toledo de 1109.
- En el reinado de Doña Urraca se celebraron reuniones a las que Colmeiro da el nombre de "concilios" (Concilio de Palencia de 1113, Concilio de León de 1114 y Concilio de Oviedo de 1115.[14]
- Con Alfonso VII se celebró un Concilio de Palencia o Cortes de Palencia de 1129 (hay varios otros concilios eclesiásticos con mayor o menor participación civil, como el Concilio de Burgos de 1136, que Colmeiro no considera Cortes, aunque sí algunas fuentes. La mayor importancia política la tuvo el Concilio de León o Cortes de León de 1135, "en las que Alfonso VII fue proclamado Emperador. Asistieron los arzobispos, obispos, abades, condes, príncipes y duques del Reino, y particularmente constan los nombres de la Reina Doña Berenguela, de la Infanta Doña Sancha, del Rey de Navarra D. García, del Rey moro Zafadola y de los condes de Barcelona y Tolosa y otros de Gascuña y de Francia que daban parias al Emperador, y se reconocían por sus vasallos". También se recoge la existencia de unas Cortes de Nájera de 1137 o 1138.

A la muerte de Alfonso VII se produjo la división sucesoria de los reinos, y pasaron a convocarse Cortes en cada uno de ellos
- Cortes de Burgos de 1169, de Castilla, con Alfonso VIII
- Cortes de Benavente de 1176, de León, con Fernando II
- Cortes de Burgos de 1177, de Castilla, con Alfonso VIII
- Cortes de Salamanca de 1178, de León, con Fernando II (Colmeiro no recoge las Cortes de León de 1178 citadas en otras fuentes)[15]
- Cortes de Benavente de 1181, de León, con Fernando II
- Cortes de Carrión de 1188, de Castilla, con Alfonso VIII, que para Colmeiro fueron "famosas y memorables. En ellas Alfonso VIII armó caballero al Rey de León Alfonso IX. También recibió caballería de Alfonso VIII el príncipe Conrado de Suevia [sic, Conrado II de Suabia ] (hijo del Emperador Federico Barbarroja) que había venido de Alemania a celebrar su desposorio con la infanta Doña Berenguela. Ajustáronse las capitulaciones matrimoniales, y juraron su observancia el Arzobispo de Toledo, los Obispos de Burgos, Ávila y Calahorra, varios condes, señores y caballeros y los mayores de cuarenta y ocho ciudades, cuyos nombres expresa la escritura (Toledo, Cuenca, Huete, Guadalajara, Coca, Portillo, Cuéllar, Pedraza, Hita, Salamanca, Uceda, Buitrago, Madrid, Escalona, Maqueda, Talavera, Plasencia, Trujillo, Ávila, Segovia, Arévalo, Medina del Campo, Olmedo, Palencia, Logroño, Calahorra, Arnedo, Tordesillas, Simancas, Torrelobatón, Montealegre, Fuentepura, Sahagún, Cea, Fuentidueña, Sepúlveda, Aillon [sic, Ayllón], Maderuelo, San Estéban, Osma, Caracena, Atienza, Sigüenza, Medinaceli, Berlanga, Almazán, Soria y Valladolid)". La presencia de estos "mayores" (civitatum et villarum quorum majores juraverunt) se interpreta por Colmeiro no como una representación del común, sino como el juramento de los merinos (funcionarios reales para el gobierno de esas circunscripciones, negándoles la condición de "procuradores" que hace alguna fuente (Alonso Núñez de Castro).
- Cortes de León de 1188, de León, al inicio del reinado de Alfonso IX, las primeras a las que Colmeiro atribuye el carácter de representación triestamental, al estar presentes procuradores elegidos por el común de cada ciudad: cum archepiscopo, et episcopis, et magnatibus regni mei, et cum electis civibus ex singulis civitatibus.
- Cortes de León de 1189, de León, con Alfonso IX, de las que "hay vaga noticia".
- Cortes de Carrión de 1192, o 1193, o 1194, de Castilla, con Alfonso VIII[16]

### SigloXIII
- Cortes de Benavente de 1202, de León, con Alfonso IX
- Cortes de León de 1208, de León, con Alfonso IX
- Cortes de Toledo de 1211, de Castilla, con Alfonso VIII, quien "determinó hacer la guerra a los Moros con el consejo de los prelados y magnates" (según Rodrigo Jiménez de Rada, citado por Colmeiro), es decir, los preparativos de la batalla de las Navas de Tolosa (1212).
- Cortes de Burgos de 1215, de Castilla, con Enrique I. Para Colmeiro "es la primera vez que de un modo claro y manifiesto intervienen las Cortes en la cuestión de la minoridad del Rey, y fijan las condiciones a que los tutores deben someterse al tomar a su cargo el gobierno del reino. Los precedentes repetidos formaron costumbre que penetró en el derecho público de León y Castilla."
- Cortes de Valladolid de 1215, de Castilla, con Enrique I[17]

#### Reinado de Fernando III (1217 y 1230-1252)
- Cortes de Valladolid de 1217, de Castilla, con Fernando III. Aunque el Padre Mariana las considera generales, Colmeiro prefiere atenerse a la descripción que hace Jiménez de Rada, que solo indica la presencia de magnates et milites. Se trataron cuestiones relativas a la sucesión de la monarquía.
- Cortes de Sevilla de 1250, "con asistencia de D. Alfonso, primogénito del Rey, del Infante D. Alfonso, de otros personajes, varios prelados, maestres de las órdenes, ricos hombres, caballeros y hombres buenos de Castilla y León", por lo que Colmeiro deduce que es la primera convocatoria a Cortes de los tres brazos, además de ser conjunta para ambos reinos.[18] Fernando III era rey de Castilla desde 1217 y rey de León desde 1230; títulos a los que añadió los de los reinos musulmanes conquistados: rey de Córdoba desde 1236, rey de Jaén desde 1246 y rey de Sevilla desde la toma de esa ciudad en 1248, mientras que el reino de Murcia tuvo una incorporación más compleja.

#### Reinado de Alfonso X (1252-1284)
- Cortes de Segovia de 1256
- Cortes de Valladolid de 1258
- Cortes de Sevilla de 1260. Posteriormente se celebró un "Ayuntamiento" en Jerez de la Frontera (1268) "de mercaderes y hombres buenos de Castilla, León, Extremadura y Andalucía, con los infantes, prelados y ricos hombres, a fin de pedirles consejo sobre lo que convenía hacer para que se tollese la carestía e tornase la tierra en buen estado", al que según Colmeiro faltó el llamamiento a las ciudades para ser considerado Cortes, además de no recibir tal denominación por el rey.
- En las Cortes de Burgos de 1269 se concedieron al rey seis "servicios" (subsidios extraordinarios que deben aprobarse por las Cortes por ser añadidos a los ingresos ordinarios del rey, como la moneda forera) para "complir fecho de la frontera".[19] En Colmeiro no figuran estas Cortes, sino unas:
- Cortes de Burgos de 1271
- En las Cortes de Toledo de 1272 y en las Cortes de Toledo de 1274 se concedieron al rey los fondos que requería para reintentar su frustrada pretensión de ser nombrado Emperador de Alemania (el llamado "fecho del Imperio"), con un servicio adicional y un "servicio doble", respectivamente. En las Cortes de 1275 se volvió a pedir y conceder un servicio para la defensa de la frontera.[19] En Colmeiro no figuran ninguna de estas dos Cortes de Toledo, sino unas:
- Cortes de Zamora de 1274
- Cortes de Segovia de 1276
- Cortes de Sevilla de 1281. Posteriormente se celebró un "Ayuntamiento" en Valladolid (1282) convocado por el infante don Sancho, en un acto de rebelión declarada contra su padre, el rey Alfonso, que se quedó sin más apoyos que los de la ciudad de Sevilla.[20]

#### Reinado de Sancho IV (1284-1295)
- Cortes de Sevilla de 1284
- Cortes de Sevilla de 1285. Posteriormente se celebró en Palencia (1286) un "Ayuntamiento" de "hombres buenos de las villas de Castilla, León y Extremadura", que dio origen a un ordenamiento (Ordenamiento de Palencia) "curioso en extremo", según Colmeiro.
- Cortes de Haro de 1288
- Cortes de Valladolid de 1293[21]

#### Reinado de Fernando IV (1295-1312)
- Cortes de Valladolid de 1295
- Cortes de Cuéllar de 1297
- Cortes de Valladolid de 1298
- Cortes de Valladolid de 1299
- Cortes de Valladolid de 1300

### SigloXIV
- Cortes de Burgos de 1301
- Cortes de Zamora de 1301
- Cortes de Medina del Campo de 1302
- Cortes de Burgos de 1302
- Cortes de Medina del Campo de 1305
- Cortes de Valladolid de 1307
- Cortes de Burgos de 1308
- Cortes de Madrid de 1309
- Cortes de Valladolid de 1312[22]

#### Reinado de Alfonso XI (1312-1350)
- Cortes de Palencia de 1313. Previamente, en ese mismo año, se había realizado un "Ayuntamiento" en Sahagún "de la parcialidad del infante don Juan", pero al no resolverse nada, se convocaron Cortes en Palencia.
- Cortes de Palazuelos de 1313
- Cortes de Burgos de 1315
- Cortes de Carrión de 1317, que Colmeiro considera precedidas de un "Ayuntamiento" en la misma ciudad
- Cortes de Valladolid de 1318
- Cortes de Medina del Campo de 1318
- Cortes de Valladolid de 1322
- Cortes de Valladolid de 1325
- Cortes de Madrid de 1329
- Cortes de Burgos de 1338, que Colmeiro considera un simple "Ayuntamiento"
- Cortes de Madrid de 1339
- Cortes de Llerena de 1340
- Cortes de Burgos de 1342
- Cortes de León de 1342
- Cortes de Alcalá y Burgos de 1345
- Cortes de Burgos de 1345
- Cortes de Villarreal de 1346 o Cortes de Ciudad Real de 1346 (Leyes de Villarreal, un ordenamiento de 16 leyes que se integró en las recopilaciones posteriores)
- Cortes de Segovia de 1347, donde se "fijó como unidad de peso el marco de Toledo, de medida para los áridos la fanega, para los líquidos la cántara, y de longitud la vara castellana" (véase la metrología tradicional castellana).
- Cortes de Alcalá de 1348 (Ordenamiento de Alcalá)
- Cortes de León de 1349, particulares de ese reino[23]

#### Reinado de Pedro I (1350-1369)
- Cortes de Valladolid de 1351
- Cortes de Sevilla de 1362. Posteriormente tuvo lugar un "Ayuntamiento de señores y caballeros y procuradores de las ciudades y villas que mandara y venir con poderes bastantes" en Bubierca, un lugar del reino de Aragón que los ejércitos castellanos estaban invadiendo (Guerra de los dos Pedros), en un momento en que ya se había alzado en armas contra Pedro I de Castilla su hermanastro, el bastardo Enrique de Trastámara. Los allí reunidos juraron como herederas a las tres hijas del rey Pedro, a causa de la muerte del infante don Alfonso. Colmeiro, apoyándose en la Crónica, no las considera Cortes, al faltar el brazo eclesiástico y celebrarse en el extranjero, aunque reconoce que no había ninguna obligación de hacerlas en territorio castellano.[24]

#### Reinado de Enrique II (1369-1379)
El ritmo de concesión de mercedes (las llamadas "mercedes enriqueñas", concesiones de señoríos con que recompensaba a quienes le apoyaron en la primera guerra civil castellana, en detrimento del realengo) le obligó a convocar Cortes con mucha frecuencia:
- Cortes de Burgos de 1366 y 1367, reunidas por convocatoria de Enrique para legitimar su pretensión al trono y la deposición de Pedro I.
- Cortes de Toro de 1369. Posteriormente se celebró un "Ayuntamiento" en Medina del Campo (1370), que sólo convocó a los procuradores de las ciudades, y no al clero ni a la nobleza, y que para Colmeiro no merece el nombre de Cortes.
- Cortes de Medina del Campo de 1370. Se centró en los asuntos económicos
- Cortes de Toro de 1371. La más relevante. Los representantes del Tercer Estado (burguesía) lanzaron  una ofensiva contra los judíos. Se generaron diversos ordenamientos: uno general, otro para los eclesiásticos, otro para Sevilla y uno relativo a la administración de justicia.
- Cortes de Burgos de 1373. Posteriormente se celebró un "Ayuntamiento" en Burgos (1374).
- Cortes de Soria de 1375
- Cortes de Burgos de 1377[26]

#### Reinado de Juan I (1379-1390)
- Cortes de Burgos de 1379
- Cortes de Soria de 1380
- Cortes de Segovia de 1383
- Cortes de Valladolid de 1385
- Cortes de Segovia de 1386
- Cortes de Briviesca de 1387
- Cortes de Palencia de 1388
- Cortes de Segovia de 1389
- Cortes de Guadalajara de 1390
- Cortes de Segovia de 1390, que Colmeiro sospecha que no llegaron a celebrarse, aunque hay escrito un "Ordenamiento" sobre las mismas.[27]

#### Reinado de Enrique III (1390-1406)
- Cortes de Madrid de 1391[28] Colmeiro las denomina Cortes de Madrid de 1390.
- Cortes de Burgos de 1392. Colmeiro las denomina Cortes de Burgos de 1391.
- Cortes de Madrid de 1393
- Cortes de Segovia de 1396. Posteriormente se celebró un "Ayuntamiento" en Segovia en 1399, que para Colmeiro fue una "asamblea de personas principales a quienes el rey consultó lo que cumplía para continuar la guerra".[29]

### SigloXV
- Cortes de Tordesillas de 1401, que en alguna fuente se consideran como Cortes de Valladolid y Tordesillas de 1401.[30]
- Cortes de Toledo de 1402
- Cortes de Valladolid de 1405
- Cortes de Toledo de 1406[31]

#### Reinado de Juan II (1406-1454)
- Cortes de Guadalajara de 1408
- Cortes de Valladolid de 1409
- Cortes de Valladolid de 1411
- Cortes de Medina del Campo de 1418
- Cortes de Madrid de 1419
- Cortes de Valladolid de 1420
- Cortes de Tordesillas de 1420 (Colmeiro no las denomina como Cortes, sino como distintas reuniones de grandes en el transcurso del intento de establecer una "tutoría" por parte del infante don Enrique, que incluyó convocatoria de procuradores, los mismos que se habían reunido en las Cortes de Valladolid).
- Cortes de Ávila de 1420
- Cortes de Ocaña de 1422. Posteriormente se celebró un "Ayuntamiento" en Toledo (1423), para jurar heredera a la princesa Catalina, pero no se convocaron procuradores porque en el reino había peste. Al morir Catalina, se celebró otro "Ayuntamiento" en Burgos (1424), para jurar heredera a la princesa Leonor (juraron y realizaron el homenaje cinco grandes y dos obispos, porque no había más en la Corte).
- Cortes de Valladolid de 1425
- Cortes de Palenzuela de 1425
- Cortes de Toro de 1426
- Cortes de Zamora de 1427
- Cortes de Valladolid de 1429
- Cortes de Burgos de 1429. También habla Colmeiro de unas Cortes de Burgos de 1430, pero de forma indirecta (y fuera de su lugar cronológico), sin aclarar si se trata de las mismas del año 1429 (que se celebraron "en noviembre"), o han de identificarse con alguna de las de ese año 1430, porque al final de la referencia dice "entrado el otoño de 1429, mandó D. Juan II llamar a los procuradores de las ciudades y villas que se reunieron en Medina del Campo".
- Cortes de Medina del Campo de 1430
- Cortes de Salamanca de 1430 y que, según Colmeiro, se prolongaron hasta el año siguiente, cambiando de ciudad, de modo que se habla también de Cortes de Palencia de 1431, aunque sean las mismas.
- Cortes de Medina del Campo de 1431
- Cortes de Zamora de 1432
- Cortes de Madrid de 1433
- Cortes de Medina del Campo de 1434
- Cortes de Madrid de 1435
- Cortes de Toledo de 1436
- Cortes de Madrigal de 1438
- Cortes de Valladolid de 1440
- Cortes de Toro, de Tordesillas y de Valladolid de 1442
- Cortes de Burgos de 1444
- Cortes de Olmedo de 1445
- Cortes de Valladolid de 1447
- Cortes de Valladolid de 1448
- Cortes de Valladolid de 1451
- Cortes de Burgos de 1453[32]

#### Reinado de Enrique IV (1454-1474)
- Cortes de Cuéllar de 1455, afirmadas por varios autores, que para Colmeiro son un "Ayuntamiento" "Junta o Consejo de grandes y ricos hombres", y que podría haber tenido lugar en Ávila.
- Cortes de Córdoba de 1455
- Cortes de Madrid de 1462, para jurar heredera a la princesa Juana, luego llamada "la Beltraneja".
- Cortes de Toledo de 1462. Posteriormente se celebró un "Ayuntamiento" en Cabezón en 1464 (Colmeiro le niega la categoría de Cortes), para jurar como heredero al infante Alfonso, hermanastro del rey Enrique y hermano de la futura reina Isabel la Católica.
- Cortes de Salamanca de 1465
- Cortes de Segovia de 1466
- Cortes de Madrid de 1467. Posteriormente se celebró la jura de los Toros de Guisando, que proclamó heredera a Isabel (19 de septiembre de 1478).
- Cortes de Ocaña de 1469. Posteriormente se celebró un "Ayuntamiento" en Val de Lozoya (Ceremonia de la Val de Lozoya, 25 de noviembre de 1470), donde un cierto número de grandes juró como heredera a Juana "la Beltraneja".
- Cortes de Santa María la Real de Nieva de 1473[33]

#### Reinado de Isabel I (1474-1504)
- Cortes de Segovia de 1474, donde fueron proclamados como reyes de Castilla los Reyes Católicos
- Cortes de Medina del Campo de 1475
- Cortes de Madrigal de 1476, donde se aprobó la fundación de la Santa Hermandad y se juró como heredera a la infanta Isabel, primogénita de los Reyes Católicos. En 1478 hubo en Madrid un "Ayuntamiento de la Santa Hermandad", que Mariana toma por Cortes, cuestión aclarada por Colmeiro.
- Cortes de Toledo de 1480
- Cortes de Toledo de 1489
- Cortes de Ocaña de 1499
- Cortes de Sevilla de 1499
- Cortes de Sevilla de 1501
- Cortes de Toledo, Madrid y Alcalá de 1502-1503, donde fueron jurados como sucesores la princesa Juana y su marido.[34]

### SigloXVI

#### Reinado de Juana I (1504-1517)
- Cortes de Toro de 1505, que trataron las disposiciones del testamento de Isabel la Católica, entre las que destacan las complejas cuestiones sucesorias y la recopilación de las Leyes de Toro
- Cortes de Salamanca y Valladolid de 1506
- Cortes de Madrid de 1510
- Cortes de Burgos de 1511
- Cortes de Burgos de 1512
- Cortes de Burgos de 1515[35]

#### Reinado de Carlos I (1516 o 1518-1556)
- Cortes de Valladolid de 1518
- Cortes de Santiago y La Coruña de 1520

- Cortes y Junta General del Reino (1520-1521), las primeras y últimas permanentes y sin control real. Llevaron a cabo la promulgación del proyecto constitucional de la Ley Perpetua.
- Cortes de Valladolid de 1523
- Cortes de Madrid de 1534
- Cortes de Valladolid de 1537
- Cortes de Toledo de 1538. El rey pidió a los brazos noble y eclesiástico que contribuyeran con el pago de impuestos a los gastos de la monarquía. El brazo eclesiástico aceptó una "sisa temporal", y el noble se negó rotundamente, hasta que el cardenal Tavera mandó suspender las sesiones el 1 de febrero de 1539, comunicando el enfado de Carlos, que parece ser que dijo la frase "Estas no son Cortes". Es opinión de muchas fuentes que desde entonces no se volvió a convocar a Cortes a los estamentos privilegiados, y únicamente se convocaron a los diputados de las ciudades; aunque Colmeiro señala varios precedentes de reuniones parciales de Cortes.
- Cortes de Valladolid de 1542
- Cortes de Valladolid de 1544
- Cortes de Valladolid de 1548
- Cortes de Madrid de 1551 y 1552
- Cortes de Valladolid de 1555[36]

#### Reinado de Felipe II (1556-1598)
- Cortes de Valladolid de 1558
- Cortes de Toledo de 1559[37]

Felipe II tomó la decisión de terminar con la costumbre tradicional de Corte itinerante y en 1561 fijó la Corte en Madrid, que pasó a recibir la denominación de Villa y Corte; también las Cortes se celebraban en esta ciudad, salvo en una ocasión.
- Cortes de Madrid de 1563
- Cortes de Madrid de 1566[38]
- Cortes de Madrid de 1567
- Cortes de Córdoba de 1570 (en el contexto de la rebelión de las Alpujarras)
- Cortes de Madrid de 1573[39]
- Cortes de Madrid de 1576
- Cortes de Madrid de 1579
- Cortes de Badajoz de 1580
- Cortes de Madrid de 1583-1585, que se juntaron en Madrid el año 1583 y se alzaron el de 1585
- Cortes de Madrid de 1586-1588, que juntaron en Madrid el año 1586 y se alzaron en el de 1588
- Cortes de Madrid de 1588-1590, que se juntaron en Madrid año 1588 y se acabaron en el de 1590
- Cortes de Madrid de 1592-1598, comenzadas en 1592 y terminadas en 1598

### SigloXVII

#### Reinado de Felipe III (1598-1621)
Todas se celebraron en Madrid, excepto la que tuvo lugar durante el periodo de Capitalidad de Valladolid entre 1601 y 1606, determinada por el duque de Lerma, valido de Felipe III.
- Cortes de Madrid de 1598-1601, Cortes de 1598 a 1601
- Cortes de Valladolid de 1602-1604, Cortes de 1602 a 1604
- Cortes de Madrid de 1607-1611, Cortes celebradas en Madrid en los años de 1607 a 1611
- Cortes de Madrid de 1611-1612, Cortes celebradas en Madrid desde el día 4 de diciembre de 1611, en que comenzaron, hasta el 18 de abril de 1612, en que se disolvieron
- Cortes de Madrid de 1615, desde el día 9 de febrero de 1615, hasta 1 de julio del mismo año, que se disolvieron
- Cortes de Madrid de 1617-1620 desde el día 4 de febrero de 1617 al 28 de marzo de 1620[40]

#### Reinado de Felipe IV (1621-1665)
- Cortes de Madrid de 1621, Cortes celebradas en Madrid en el año 1621
- Cortes de Madrid de 1623, Cortes convocadas para Madrid en el año 1623. (v. 38-41: 1623-1624 ; v. 45: 1626-1627; v. 46: 1627-1628; v. 47-48: 1628-1629)
- Cortes de Madrid de 1632, Cortes propuestas en Madrid en 1632: comprende las actas desde su primera reunión en 18 de febrero de 1632 hasta la junta de 15 de mayo del mismo año[41]
- Cortes de Madrid de 1646-1647[42]
- Cortes de Madrid de 1649-1651[42]
- Cortes de Madrid de 1655-1658[43]
- Cortes de Madrid de 1660-1664[44]

En septiembre de 1665, Mariana de Austria, reina viuda de Felipe IV, dejó sin efecto la convocatoria de Cortes hecha por su difunto marido semanas antes (para jurar al príncipe heredero y para otras cosas y negocios de importancia). Durante el reinado de Carlos II de España las Cortes no se convocaron ni una sola vez. En la Real Cédula de suspensión de la convocatoria, se indicaba que ya no eran necesarias, puesto que al haberse proclamado ya el nuevo rey, carecía de sentido jurarle como heredero; mandando únicamente alzar pendones en todas las ciudades como reconocimiento a Carlos II (fue así el único rey de la dinastía en no haber sido reconocido ni jurado por las Cortes de Castilla). En cuanto al sistema de impuestos, la renovación de los servicios cada seis años correspondió a las ciudades individualmente, lo que no dejaba de responder a una antigua reivindicación de éstas (otorgaba a sus órganos instituconales de un control mayor, no dependiente del voto de sus procuradores), que sólo habían disfrutado en algunas ocasiones anteriores. Formalmente no se establecieron nuevos impuestos, sino "donativos", que al ser teóricamente voluntarios, no necesitaban aprobación de Cortes.

### SigloXVIII
Desde los Decretos de Nueva Planta, impuestos a los reinos de la Corona de Aragón tras la derrota de los austracistas en la guerra de sucesión española, se convocan conjuntamente las cortes de todos los reinos (excepto las cortes de Navarra) junto a las de Castilla, siguiendo los usos y costumbres de éstas, como queda explícitamente marcado en la convocatoria de 1724: “Cortes de mis reinos de la Corona de Castilla y los a ella unidos”, aunque se utilizaba más habitualmente la expresión de "Cortes de los Reinos", "Diputación de los Reinos", e incluso "Cortes de los Reinos de España". Se incorporaron quince ciudades: seis de Aragón, seis de Cataluña, dos de Valencia y una de Mallorca, seleccionadas en unos casos en atención a su importancia (las capitales de los reinos -Zaragoza, Valencia, Barcelona y Palma-) y en otras a su fidelidad a la causa borbónica (Tarazona, Borja, Jaca, Calatayud y Fraga en Aragón, Peñíscola en Valencia y Cervera en Cataluña -también se admitió a Tarragona, Gerona, Lérida y Tortosa, en atención a su importancia, a pesar de haber sido austracistas-); a las que se sumó Teruel desde 1775. En cuanto a la Diputación de Cortes, a los cuatro representantes castellanos se sumó una plaza más en 1713, que debía ser ocupada alternativamente por un diputado aragonés o valenciano, y otra más en 1764, para un diputado catalán o mallorquín.
Aunque hubo varias convocatorias (1701, 1709, 1712, 1724, 1760 y 1789), sólo se reunieron efectivamente en tres ocasiones: las Cortes de Madrid de 1713, las Cortes de Madrid de 1760 (la única durante el reinado de Carlos III, que fue calificada de "fugaz") y las Cortes de Madrid de 1789 (en el reinado de Carlos IV). No hubo ninguna durante el reinado de Fernando VI. Las instituciones vinculadas a las Cortes que sí mantenían una actividad continuada eran la Diputación de Cortes y la Comisión de Millones, que se renovaban desde 1698 cada seis años.

### SigloXIX
Las convocatorias de Cortes en el siglo XIX se hicieron con muy distintos criterios, propios de la Edad Contemporánea, a partir de las Cortes de Cádiz, que establecieron el principio de la soberanía nacional, que se mantuvo en las Cortes del Trienio Liberal; aunque se volvieron a convocar Cortes en 1833 siguiendo los procedimientos del Antiguo Régimen y la condición de rey absoluto que había recuperado Fernando VII, al único fin de jurar como heredera a su hija Isabel. Las Cortes reunidas durante la regencia de María Cristina corresponden a un planteamiento político intermedio, el del liberalismo moderado del Estatuto Real de 1834.

## Reuniones de Cortes por lugar de celebración

### Cortes de Benavente
Hubo dos reuniones de Cortes del Reino de León en la ciudad de Benavente
- Cortes de Benavente de 1181
- Cortes de Benavente de 1202

### Cortes de Córdoba
Hubo dos reuniones de Cortes en la ciudad de Córdoba
- Cortes de Córdoba de 1455
- Cortes de Córdoba de 1570

### Cortes de Cuéllar
- Cortes de Cuéllar de 1184.
- Cortes de Cuéllar de 1297.
- Cortes de Cuéllar de 1455.

### Cortes de Guadalajara
Hubo dos reuniones de Cortes en la ciudad de Guadalajara:
- Cortes de Guadalajara de 1390
- Cortes de Guadalajara de 1408

### Cortes de Ocaña
Hubo tres reuniones de Cortes en la villa de Ocaña:
- Cortes de Ocaña de 1422
- Cortes de Ocaña de 1469
- Cortes de Ocaña de 1499

### Cortes de Palencia
Hubo reuniones de Cortes en la ciudad de Palencia en al menos cuatro ocasiones:
- Cortes del Reino de León en Palencia de 1129, más propiamente llamadas "Concilio de Palencia".
- El "Ayuntamiento" que tuvo lugar en Palencia en 1286 (y que Colmeiro no considera como reunión de Cortes) dio origen al llamado Ordenamiento de Palencia.
- Cortes de Palencia de 1313
- Cortes de Palencia de 1388
- Cortes de Palencia de 1431, que Colmeiro supone que son las mismas que se reunieron en Salamanca en 1430.

### Cortes de Tordesillas
Hubo reuniones de Cortes en Tordesillas en dos ocasiones:
- Cortes de Tordesillas de 1401 o de "Valladolid-Tordesillas"
- Cortes de Tordesillas de 1420, aunque Colmeiro no las denomina como Cortes.